# Miltochrista lutescens
Miltochrista lutescens là một loài bướm đêm thuộc phân họ Arctiinae, họ Erebidae.